# Aegomorphus morrisii
Aegomorphus morrisii är en skalbaggsart som först beskrevs av Philip Reese Uhler 1855.  Aegomorphus morrisii ingår i släktet Aegomorphus och familjen långhorningar. Inga underarter finns listade i Catalogue of Life.